# Mohamed Fakhir
Mohamed Fakhir (Casablanca, 19 ottobre 1953) è un allenatore di calcio ed ex calciatore marocchino, di ruolo difensore.

## Palmarès

### Giocatore

#### Competizioni nazionali
- Coppa del Marocco: 3

Raja Casablanca: 1974, 1977, 1982

### Allenatore

#### Competizioni nazionali
- Campionato marocchino: 4

Raja Casablanca: 1999, 2000, 2001
FAR Rabat: 2005
- Coppa del Marocco: 2

Raja Casablanca: 2002
FAR Rabat: 2004

#### Competizioni internazionali
- CAF Champions League: 1

Raja Casablanca: 1999
- Supercoppa CAF: 1

Raja Casablanca: 1999